# Kirk Haston
Kirk Haston (Lobelville, 10 maart 1979) is een Amerikaans politicus en voormalig basketballer.

## Carrière
Haston speelde collegebasketbal voor de Indiana Hoosiers van 1998 tot 2001. In 2001 werd hij als 16e gekozen in de NBA draft door de Charlotte Hornets. Hij speelde een seizoen voor de Hornets in Charlotte en het volgende seizoen in New Orleans. In oktober 2003 werd hij een vrije speler en in september 2004 tekende daarna bij de Philadelphia 76ers maar zag na een maand zijn contract ontbonden. Hij speelde het seizoen 2004/05 nog voor de Florida Flame uit de NBA D-League. In 2005 tekende hij een contract bij het Italiaanse Orlandina Basket maar zijn contract werd na een blessure ontbonden.
Na zijn spelerscarrière werd hij coach van de ploeg van Perry County High School. In 2016 schreef hij Days of Knight: How the General Changed My Life over zijn ervaring met de collegebasketbalcoach Bob Knight. Sinds 2019 zetelt hij in de Tennessee House of Representatives en vertegenwoordigd District 72.

## Erelijst
- All-NBA Development League First Team: 2005

## Statistieken

### Regulier seizoen
| Seizoen  | Team                | WG | WS | MPW | 2P%  | 3P% | FW%  | RPW | APW | SPW | BPW | PPW |
| -------- | ------------------- | -- | -- | --- | ---- | --- | ---- | --- | --- | --- | --- | --- |
| 2001/02  | Charlotte Hornets   | 15 | 0  | 5,1 | 28,2 | 0,0 | 50,0 | 1,3 | 0,3 | 0,0 | 0,1 | 1,7 |
| 2002/03  | New Orleans Hornets | 12 | 0  | 4,8 | 11,8 | 0,0 | 50,0 | 0,6 | 0,3 | 0,0 | 0,4 | 0,5 |
| Carrière | Carrière            | 27 | 0  | 5,0 | 23,2 | 0,0 | 50,0 | 1,0 | 0,3 | 0,0 | 0,2 | 1,2 |

### Play-offs
| Seizoen  | Team              | WG | WS | MPW | 2P%   | 3P% | FW% | RPW | APW | SPW | BPW | PPW |
| -------- | ----------------- | -- | -- | --- | ----- | --- | --- | --- | --- | --- | --- | --- |
| 2001/02  | Charlotte Hornets | 2  | 0  | 2,0 | 100,0 | -   | -   | 0,5 | 0,0 | 0,5 | 0,0 | 1,0 |
| Carrière | Carrière          | 2  | 0  | 2,0 | 100,0 | -   | -   | 0,5 | 0,0 | 0,5 | 0,0 | 1,0 |